# بيكوس
بيكوس (بالإنجليزية: Pecos)‏ هي مدينة أمريكية تقع في ولاية تكساس.تبلغ مساحة هذه المدينة 18.9 (كم²)،ويبلغ عدد سكانها 9501 نسمة حسب إحصاء سنة 2010 م. تشير إحصاءات سنة 2000م بأن الكثافة السكانية في هذه المدينة تقدر بـ(502) نسمة/كم2.

## التركيبة السكانية
حدّد مكتب تعداد الولايات المتحدة بيانات التركيبة السكانية لبيكوس في تعداد الولايات المتحدة. في ما يلي، التركيبة السكانية حسب تعدادي 2000 و2010.

### تعداد عام 2000
بلغ عدد سكان بيكوس 9,501 نسمة بحسب تعداد عام 2000، وبلغ عدد الأسر 3,168 أسرة وعدد العائلات 2,456 عائلة مقيمة في المدينة. في حين سجلت الكثافة السكانية 165.1 نسمة لكل كيلومتر مربع (427.6/ميل2). وبلغ عدد الوحدات السكنية 3,681 وحدة بمتوسط كثافة قدره 64 لكل كيلومتر مربع (165.8/ميل2).
وتوزع التركيب العرقي للمدينة بنسبة 76.32% من البيض و2.45% من الأمريكيين الأفارقة و0.46% من الأمريكيين الأصليين و0.47% من الأمريكيين ذوي الأصول الآسيوية و0.01% من سكان جزر المحيط الهادئ و18.06% من الأعراق الأخرى و2.22% من عرقين مختلطين أو أكثر و79.57% من الهسبانيون أو اللاتينيون من أي عرق.
بلغ عدد الأسر 3,168 أسرة كانت نسبة 46.8% منها لديها أطفال تحت سن الثامنة عشر تعيش معهم، وبلغت نسبة الأزواج القاطنين مع بعضهم البعض 59% من أصل المجموع الكلي للأسر، ونسبة 13.9% من الأسر كان لديها معيلات من الإناث دون وجود شريك، بينما كانت نسبة 4.6% من الأسر لديها معيلون من الذكور دون وجود شريكة وكانت نسبة 22.5% من غير العائلات. تألفت نسبة 20.4% من أصل جميع الأسر من عدة أفراد يعيشون في نفس المنزل ونسبة 9.6% كانت تتألف من شخص يعيش بمفرده يبلغ من العمر 65 عاماً أو أكثر. وبلغ متوسط حجم الأسرة المعيشية 2.97، أما متوسط حجم العائلات فبلغ 3.47.
بلغ العمر الوسطي للسكان 33.1 عاماً. وكانت نسبة 32.5% من القاطنين تحت سن الثامنة عشر، وكانت نسبة 8.7% بين الثامنة عشر والرابعة والعشرين عاماً، ونسبة 24.1% كانت واقعةً في الفئة العمرية ما بين الخامسة والعشرين والرابعة والأربعين عاماً، ونسبة 21.5% كانت ما بين الخامسة والأربعين والرابعة والستين، ونسبة 12.3% كانت ضمن فئة الخامسة والستين عاماً فما فوق. يوجد لكل 100 أنثى 93.6 ذكر، ويوجد لكل 100 أنثى في الثامنة عشر من عمرها فما فوق 89.4 ذكر.
بلغ متوسط دخل الأسرة في المدينة 24,943 دولارًا، أما متوسط دخل العائلة فبلغ 26,376 دولارًا. وكان متوسط دخل الذكور 25,867 دولارًا مقابل 13,874 دولارًا للإناث. وسجل دخل الفرد الخاص بالمدينة 11,857 دولارًا. وكانت نسبة 23.4% من العائلات ونسبة 27.1% من السكان تحت خط الفقر، وكان من هؤلاء نسبة 36.2% تحت سن الثامنة عشر ونسبة 15.6% في الخامسة والستين من العمر وما فوق.

### تعداد عام 2010
بلغ عدد سكان بيكوس 8,780 نسمة بحسب تعداد عام 2010، وبلغ عدد الأسر 3,094 أسرة وعدد العائلات 2,239 عائلة مقيمة في المدينة. في حين سجلت الكثافة السكانية 152.5 نسمة لكل كيلومتر مربع (395.0/ميل2). وبلغ عدد الوحدات السكنية 3,542 وحدة بمتوسط كثافة قدره 61.5 لكل كيلومتر مربع (159.3/ميل2).
وتوزع التركيب العرقي للمدينة بنسبة 77.52% من البيض و1.86% من الأمريكيين الأفارقة و0.44% من الأمريكيين الأصليين و1% من الأمريكيين ذوي الأصول الآسيوية و0.06% من سكان جزر المحيط الهادئ و17.20% من الأعراق الأخرى و1.92% من عرقين مختلطين أو أكثر و83.17% من الهسبانيون أو اللاتينيون من أي عرق.
بلغ عدد الأسر 3,094 أسرة كانت نسبة 40.6% منها لديها أطفال تحت سن الثامنة عشر تعيش معهم، وبلغت نسبة الأزواج القاطنين مع بعضهم البعض 49.8% من أصل المجموع الكلي للأسر، ونسبة 16.5% من الأسر كان لديها معيلات من الإناث دون وجود شريك، بينما كانت نسبة 6% من الأسر لديها معيلون من الذكور دون وجود شريكة وكانت نسبة 27.6% من غير العائلات. تألفت نسبة 24.8% من أصل جميع الأسر من عدة أفراد يعيشون في نفس المنزل ونسبة 10.8% كانت تتألف من شخص يعيش بمفرده يبلغ من العمر 65 عاماً أو أكثر. وبلغ متوسط حجم الأسرة المعيشية 2.81، أما متوسط حجم العائلات فبلغ 3.38.
بلغ العمر الوسطي للسكان 35.2 عاماً. وكانت نسبة 29.9% من القاطنين تحت سن الثامنة عشر، وكانت نسبة 8.4% بين الثامنة عشر والرابعة والعشرين عاماً، ونسبة 22.1% كانت واقعةً في الفئة العمرية ما بين الخامسة والعشرين والرابعة والأربعين عاماً، ونسبة 25% كانت ما بين الخامسة والأربعين والرابعة والستين، ونسبة 14.6% كانت ضمن فئة الخامسة والستين عاماً فما فوق. وتوزع التركيب الجنسي للسكان بنسبة 49% ذكور و51% إناث.